# Талим таш
Талим таш (в превод от турски „Войнишки камък“) е скално светилище разположено на 5 km северно от гр.Котел, в северното подножие от билната част на Източна Стара планина. Светилището е разположено в м. Урушките скали – веригата от бели варовикови скали.

## Откритие
Светилището е открито и публикувано от българския археолог Петър Бънов през 1989 г.

## Описание и особености
Върху четири скали в краищата на мегалитния котел са оформени значителни по размерите си кръгли и сравнително дълбоки вкопавания, които събират и задържат за дълго дъждовна вода. Едно от тези вкопавания Бънов е склонен да интерпретира като скален трон, който може би свидетелства за култово съоръжение, където са изпълнявани ритуали с участието на владетеля.
При теренно проучване ръководено от проф. Васил Марков в района на светилището, екипът учени попада на интересна фолклорна легенда в съседното с. Тича, насочваща към възможното тълкуване на подобен вид паметници. Огромният каменен котел според легендата служел за къпане на турския султан. Според проф. Марков при Талим таш има отглас от ритуал свързан с периодичното обновяване на царската власт, при който царят е бил къпан – потапян в сакралната, семантично съизмерима с „жива вода“, за да се прероди за нов живот.